# Bruma (calciatore)
Armindo Tué Na Bangna, meglio noto come Bruma (Bissau, 24 ottobre 1994), è un calciatore guineense naturalizzato portoghese, attaccante del Benfica.

## Biografia
È nato in Guinea-Bissau, emigrando in Portogallo con la famiglia a 13 anni ed iniziando a giocare poco tempo dopo nel settore giovanile dello Sporting Lisbona. Suo fratello maggiore, noto come Mesca, è anch'egli un calciatore: dopo aver giocato come attaccante nel settore giovanile dello Sporting Lisbona, ha giocato in quello del Chelsea.
Nel mese di luglio 2013 è stato al centro di un tentato rapimento da parte di un gruppo di tifosi dello Sporting Lisbona, mentre si trovava nella sua stanza d'albergo. Pare che alla base del sequestro ci fosse il possibile passaggio del giocatore ai rivali del Porto.

## Carriera

### Club
Nel 2012 ha esordito con la squadra riserve dello Sporting, mettendo a segno 6 reti in 25 presenze. Il 10 febbraio 2013 fa il suo esordio in prima squadra in una partita persa per 1-0 in casa contro il Maritimo, segnando il suo primo ed unico gol stagionale la settimana successiva in una partita vinta per 3-2 contro il Gil Vicente. Chiude la stagione con 13 presenze ed un gol.
Il 3 settembre 2013 viene ceduto al club turco del Galatasaray per 10 milioni di euro; con la squadra turca il 18 settembre fa il suo esordio assoluto nelle competizioni europee per club, giocando gli ultimi 29 minuti della partita persa in casa per 6-1 contro gli spagnoli del Real Madrid. Il 2 ottobre gioca da titolare sul campo della Juventus: si tratta della sua prima partita in carriera da titolare in Champions League. Ha segnato il suo primo gol con la squadra turca il 18 dicembre 2013, quando ha segnato il gol del definitivo 4-0 nella partita di Coppa di Turchia contro il Balikesirspor.
Il 30 gennaio 2014 passa in prestito al Gaziantepspor, senza però mai scendere in campo, causa infortunio. Nel 2015-2016 gioca in prestito in Spagna alla Real Sociedad. Nell’estate del 2017 viene ceduto al Red Bull Lipsia per circa 12 milioni; in due stagioni colleziona 67 presenze e 10 gol tra Bundesliga, Europa League e Champions. Il 28 giugno 2019 viene ceduto al PSV Eindhoven per una cifra tra i 12 e i 15 milioni di euro.
Mette insieme 35 presenze e 5 gol in tutto e nell'ottobre del 2020 viene ceduto in prestito all'Olympiacos dove, con 7 gol segnati in 22 incontri, contribuisce alla vittoria del campionato prima di far ritorno in Olanda.
Il 16 giugno 2022 viene ceduto in prestito al Fenerbahçe.
Passa poi al Braga, dove dopo una stagione e mezza passa a titolo definitivo al Benfica.

### Nazionale
Tra il 2008 ed il 2011 ha disputato numerose partite amichevoli con le Nazionali Under-15, Under-16, Under-17 ed Under-18 del Portogallo. Nel 2010 ha fatto il suo esordio con l'Under-19, con cui oltre ad aver giocato numerose amichevoli ha anche preso parte agli Europei di categoria del 2012, nei quali ha collezionato 3 presenze segnando anche una rete.
È stato convocato anche per i Mondiali Under-20 del 2013, segnando una doppietta nella partita vinta per 3-2 contro la Nigeria nella prima giornata della fase a gironi del torneo; gioca da titolare anche nella seconda partita della fase a gironi, giocata il 24 giugno, pareggiata per 2-2 contro la Corea del Sud. Nella stessa partita al 60' mette a segno il gol del momentaneo 2-1 in favore della squadra lusitana. Realizza una doppietta anche nella terza partita della fase a gironi, vinta per 5-0 contro Cuba. Gioca da titolare anche agli ottavi di finale, persi per 3-2 contro il Ghana.
Il 10 ottobre fa il suo esordio con l'Under-21, giocando da titolare nella partita di qualificazione agli Europei di categoria vinta per 3-0 contro i pari età di Israele; nella stessa partita realizza inoltre il gol del momentaneo 2-0, suo primo gol in carriera con l'Under-21.
Cinque giorni più tardi, il 15 ottobre, viene convocato per la prima volta in carriera dalla Nazionale maggiore per la partita di qualificazione ai Mondiali 2014 vinta per 3-0 contro il Lussemburgo, senza però esordire. È stato nuovamente convocato dal ct Fernando Santos in vista della partita di qualificazione ai Mondiali 2018 contro le Fær Øer del 31 agosto 2017 (vinta 5-1), ancora una volta senza scendere in campo.
Il 10 novembre 2017 gioca finalmente la sua prima partita in nazionale subentrando al 75º minuto nella gara amichevole vinta per 3-0 dai lusitani contro l'Arabia Saudita a Viseu.
Dopo il campionato mondiale 2018 (a cui non è stato convocato) viene convocato per la UEFA Nations League nel 2018, entrando stabilmente nelle rotazioni del c.t. dei lusitani Fernando Santos, segnando anche il suo primo goal con la Nazionale in amichevole contro la Scozia.

## Statistiche

### Presenze e reti nei club
Statistiche aggiornate al 8 aprile 2025.
| Stagione           | Squadra            | Campionato         | Campionato | Campionato | Coppe nazionali | Coppe nazionali | Coppe nazionali | Coppe continentali | Coppe continentali | Coppe continentali | Altre coppe | Altre coppe | Altre coppe | Totale | Totale |
| Stagione           | Squadra            | Comp               | Pres       | Reti       | Comp            | Pres            | Reti            | Comp               | Pres               | Reti               | Comp        | Pres        | Reti        | Pres   | Reti   |
| ------------------ | ------------------ | ------------------ | ---------- | ---------- | --------------- | --------------- | --------------- | ------------------ | ------------------ | ------------------ | ----------- | ----------- | ----------- | ------ | ------ |
| 2012-2013          | Sporting Lisbona B | SL                 | 25         | 6          | -               | -               | -               | -                  | -                  | -                  | -           | -           | -           | 25     | 6      |
| 2012-2013          | Sporting Lisbona   | PL                 | 13         | 1          | CP+CdL          | -               | -               | UEL                | -                  | -                  | -           | -           | -           | 13     | 1      |
| 2013-gen. 2014     | Galatasaray        | SL                 | 7          | 0          | TK              | 3               | 1               | UCL                | 5                  | 0                  | ST          | 0           | 0           | 15     | 1      |
| gen.-giu. 2014     | Gaziantepspor      | SL                 | 0          | 0          | TK              | -               | -               | -                  | -                  | -                  | -           | -           | -           | 0      | 0      |
| 2014-2015          | Galatasaray        | SL                 | 20         | 1          | TK              | 8               | 2               | UCL                | 4                  | 0                  | ST          | 1           | 0           | 33     | 3      |
| 2015-2016          | Real Sociedad      | PD                 | 32         | 2          | CR              | 1               | 1               | -                  | -                  | -                  | -           | -           | -           | 33     | 3      |
| 2016-2017          | Galatasaray        | SL                 | 30         | 11         | TK              | 6               | 0               | -                  | -                  | -                  | ST          | 1           | 0           | 37     | 11     |
| Totale Galatasaray | Totale Galatasaray | Totale Galatasaray | 57         | 12         |                 | 17              | 3               |                    | 9                  | 0                  |             | 2           | 0           | 85     | 15     |
| 2017-2018          | RB Lipsia          | BL                 | 28         | 4          | CG              | 1               | 0               | UCL+UEL            | 5+6                | 0+3                | -           | -           | -           | 40     | 7      |
| 2018-2019          | RB Lipsia          | BL                 | 14         | 1          | CG              | 2               | 0               | UEL                | 11                 | 2                  | -           | -           | -           | 27     | 3      |
| Totale Lipsia      | Totale Lipsia      | Totale Lipsia      | 42         | 5          |                 | 3               | 0               |                    | 22                 | 5                  |             | -           | -           | 67     | 10     |
| 2019-2020          | PSV                | ED                 | 18         | 3          | CO              | 0               | 0               | UCL+UEL            | 2+8                | 2+0                | SO          | 1           | 0           | 31     | 5      |
| ago. 2020          | PSV                | ED                 | 3          | 0          | CO              | 0               | 0               | UEL                | 1                  | 0                  | -           | -           | -           | 4      | 0      |
| ago. 2020-2021     | Olympiacos         | SL                 | 14+8       | 4+3        | CG              | 5               | 2               | UCL+UEL            | 2+4                | 0                  | -           | -           | -           | 33     | 9      |
| 2021-2022          | PSV                | ED                 | 28         | 7          | CO              | 3               | 1               | UCL+UEL+UECL       | 5+5+5              | 1+1+0              | SO          | 0           | 0           | 46     | 10     |
| Totale PSV         | Totale PSV         | Totale PSV         | 49         | 10         |                 | 5               | 1               |                    | 26                 | 4                  |             | 1           | 0           | 81     | 15     |
| 2022-gen. 2023     | Fenerbahçe         | SL                 | 1          | 0          | TK              | 0               | 0               | UCL+UEL            | 2+2                | 0                  | -           | -           | -           | 5      | 0      |
| gen.-giu. 2023     | Braga              | PL                 | 16         | 4          | CP+CdL          | 3+0             | 0               | UECL               | 2                  | 0                  | -           | -           | -           | 21     | 4      |
| 2023-2024          | Braga              | PL                 | 26         | 6          | CP+CdL          | 0+2             | 0               | UCL+UEL            | 9+1                | 5+0                | -           | -           | -           | 38     | 11     |
| 2024-gen. 2025     | Braga              | PL                 | 17         | 7          | CP+CdL          | 1+2             | 1+1             | UEL                | 11                 | 3                  | -           | -           | -           | 31     | 12     |
| Totale Braga       | Totale Braga       | Totale Braga       | 59         | 17         |                 | 8               | 2               |                    | 23                 | 8                  |             | -           | -           | 90     | 27     |
| gen.-giu. 2025     | Benfica            | PL                 | 6          | 1          | CP+CdL          | 1+0             | 0+0             | UCL                | 0                  | 0                  | -           | -           | -           | 7      | 1      |
| Totale carriera    | Totale carriera    | Totale carriera    | 306        | 61         |                 | 40              | 9               |                    | 90                 | 17                 |             | 3           | 0           | 439    | 87     |

### Cronologia presenze e reti in nazionale
| Cronologia completa delle presenze e delle reti in nazionale ― Portogallo | Cronologia completa delle presenze e delle reti in nazionale ― Portogallo | Cronologia completa delle presenze e delle reti in nazionale ― Portogallo | Cronologia completa delle presenze e delle reti in nazionale ― Portogallo | Cronologia completa delle presenze e delle reti in nazionale ― Portogallo | Cronologia completa delle presenze e delle reti in nazionale ― Portogallo | Cronologia completa delle presenze e delle reti in nazionale ― Portogallo | Cronologia completa delle presenze e delle reti in nazionale ― Portogallo |
| Data                                                                      | Città                                                                     | In casa                                                                   | Risultato                                                                 | Ospiti                                                                    | Competizione                                                              | Reti                                                                      | Note                                                                      |
| ------------------------------------------------------------------------- | ------------------------------------------------------------------------- | ------------------------------------------------------------------------- | ------------------------------------------------------------------------- | ------------------------------------------------------------------------- | ------------------------------------------------------------------------- | ------------------------------------------------------------------------- | ------------------------------------------------------------------------- |
| 10-11-2017                                                                | Viseu                                                                     | Portogallo                                                                | 3 – 0                                                                     | Arabia Saudita                                                            | Amichevole                                                                | -                                                                         | 75’                                                                       |
| 14-11-2017                                                                | Leiria                                                                    | Portogallo                                                                | 1 – 1                                                                     | Stati Uniti                                                               | Amichevole                                                                | -                                                                         | 62’                                                                       |
| 6-9-2018                                                                  | Lisbona                                                                   | Portogallo                                                                | 1 – 1                                                                     | Croazia                                                                   | Amichevole                                                                | -                                                                         | 68’                                                                       |
| 10-9-2018                                                                 | Lisbona                                                                   | Portogallo                                                                | 1 – 0                                                                     | Italia                                                                    | UEFA Nations League 2018-2019 - 1º turno                                  | -                                                                         | 77’                                                                       |
| 14-10-2018                                                                | Londra                                                                    | Scozia                                                                    | 1 – 3                                                                     | Portogallo                                                                | Amichevole                                                                | 1                                                                         | 90+1’                                                                     |
| 17-11-2018                                                                | Milano                                                                    | Italia                                                                    | 0 – 0                                                                     | Portogallo                                                                | UEFA Nations League 2018-2019 - 1º turno                                  | -                                                                         | 85’                                                                       |
| 20-11-2018                                                                | Guimarães                                                                 | Portogallo                                                                | 1 – 1                                                                     | Polonia                                                                   | UEFA Nations League 2018-2019 - 1º turno                                  | -                                                                         | 70’                                                                       |
| 14-10-2019                                                                | Kiev                                                                      | Ucraina                                                                   | 2 – 1                                                                     | Portogallo                                                                | Qual. Euro 2020                                                           | -                                                                         | 68’                                                                       |
| 14-11-2019                                                                | Faro                                                                      | Portogallo                                                                | 6 – 0                                                                     | Lituania                                                                  | Qual. Euro 2020                                                           | -                                                                         | 66’                                                                       |
| 16-11-2023                                                                | Vaduz                                                                     | Liechtenstein                                                             | 0 – 2                                                                     | Portogallo                                                                | Qual. Euro 2024                                                           | -                                                                         | 67’                                                                       |
| 19-11-2023                                                                | Lisbona                                                                   | Portogallo                                                                | 2 – 0                                                                     | Islanda                                                                   | Qual. Euro 2024                                                           | -                                                                         | 87’                                                                       |
| 21-3-2024                                                                 | Guimaraes                                                                 | Portogallo                                                                | 5 – 2                                                                     | Svezia                                                                    | Amichevole                                                                | 1                                                                         | 46’                                                                       |
| Totale                                                                    |                                                                           | Presenze                                                                  | 12                                                                        |                                                                           | Reti                                                                      | 2                                                                         |                                                                           |

## Palmarès

### Club

#### Competizioni nazionali
- Campionato turco: 1

Galatasaray: 2014-2015
- Campionato greco: 1

Olympiakos: 2020-2021
- Supercoppa dei Paesi Bassi: 1

PSV: 2021
- Coppa dei Paesi Bassi: 1

PSV: 2021-2022
- Coppa di Lega portoghese: 1

Braga: 2023-2024
- Supercoppa di Portogallo: 1

Benfica: 2025